# Anthophora pulverosa
Anthophora pulverosa är en biart som beskrevs av Smith 1854. Anthophora pulverosa ingår i släktet pälsbin, och familjen långtungebin. Inga underarter finns listade i Catalogue of Life.